# Menologij
Menologium ( starogrčki: Μηνολόγιον; Μήν -"mjesec" +  Λέγω - "sakupiti" u slobodnom prijevodu: mjesecoslov; ne brkati s grčkom riječi λόγιον - "svijet" ili "svetac").
 Menologij je liturgijska knjiga Istočne crkve koja sadrži, po mjesecima poredane živote svetaca kao i druga čitanja. To je liturgijska knjiga koja, iako vrlo grubo, odgovara proprium sanctorumu latinskog brevijara. Uključuje i opise svih pokreta tijekom službe Božje koji se prakticiraju prilikom spomena svetaca, a posebno kanone pjevane u Ortrosu, službi koja odgovara katoličkim ranim jutarnjim molitvama (katolici ove molitve više ne mole ili ih mole vrlo rijetko), uključujući i sinaksarione, tj. povijesne objave koje se odnose na sveca koji se štuje toga dana.´On je sastavni dio većine bogoslužbenih Crkvenih knjiga, kao što su: Crkveni kalendari, psaltiri itd. 
Ima dvije tabele koje pokazuju: prva - raspored čitanja dijelova Svetog pisma po tjednima, počev od prvog dana Uskrsa, a druga pokazuje raspored čitanja po danima i mjesecima.
Psaltir također, sadrži kao dodatak Mjesecoslov sa svim troparima (grčki: τροπάριου - kratka crkvena molitvena pjesmica) i kondacima (грч: κοντάκιον - himna u pravoslavlju u čast praznika ili nekog sveca) za sve dane bogoslužbene godine, a također za period Velikog posta s pripremnim tjednima zaključno sa Strasnim tjednom; posljednjim, sedmim tjednom Časnog posta, koji prethodi pravoslavnom Uskrsu.
Za razvoj Menologiuma u obliku u kome ga mi danas poznajemo, zaslužan je Sv. Ivan Damaščanski.

## Dodatna značenja
Menologij se može pojedinačno odnositi i na:
- Tabele svetih Spisa, uređene po mjesecima i danima štovanih svetaca, a koji se često nalaze na početku rukopisa evanđelja ili drugih Lectionariuma[5] (grč. Ωρολόγιο - knjiga koja sadrži zbirku čitanja svetih Pisama koja odgovaraju kršćanskom ili židovskom bogoslužju odgovarajućem danu ili prigodi).  Dani svetaca su kratko spomenuti, a pripadajuće štivo se nalazi pored imena svakog sveca.

- Zbornik opširnih životopisa svetaca Grčke pravoslavne Crkve, kad god se ti životopisi uređuju po mjesecima i danima u godini.

- Menologij je također sinonim za menaion.[6]